# Reinis Bērziņš
Reinis Bērziņš (Riga, 10 juli 2001) is een Lets shorttracker. 

## Biografie
Bērziņš begon op zijn tiende met shorttracken. Bērziņš was oorspronkelijk geïnteresseerd in ijshockey, maar shorttrackcoach Evita Krievane overtuigde hem om de shorttracksport in te gaan.
Bērziņš debuteerde op het WK 2017 als lid van de estafetteploeg. Ook op het EK 2018 was Bērziņš enkel estafetterijder. Een jaar later kwalificeerde hij zich ook voor individuele afstanden op zowel het EK als het WK. Zijn eerste finaleplek behaalde hij op het WK 2021 in Dordrecht op de 1500 meter. Hij werd echter in deze finale gediskwalificeerd.
Bērziņš deed mee aan de Olympische Winterspelen 2022 in Peking. Hij reed alleen de 1500 meter. In de kwartfinale werd hij advanced na een overtreding op hem door de Amerikaan Ryan Pivirotto. In de halve finale werd hij aanvankelijk vijfde, maar na de diskwalificatie van de Nederlander Sjinkie Knegt schoof hij op naar plaats vier en daarmee kwalificeerde hij zich voor de B-finale. In de B-finale werd hij vijfde en over de gehele afstand vijftiende.
In het wereldbekerseizoen 2022/23 behaalde Bērziņš twee keer brons over 1500 meter in Salt Lake City en Dresden. Tijdens het EK 2023 in het Poolse Gdańsk won hij brons op de 500 meter. Op de 1000 meter haalde hij eveneens de finale, maar daarin kreeg hij een dubbele straf (gele kaart) en daardoor klassificeerde de jury hem als 44ste en laatste.